# Therese Schläpfer
Pour les articles homonymes, voir Schläpfer.
Therese Schläpfer, née le 14 avril 1959 à Hagenbuch (originaire de Wald, Ormalingen et Buus), est une personnalité politique suisse, membre de l'Union démocratique du centre (UDC). 
Elle est députée du canton de Zurich au Conseil national de juin 2019 à fin 2023.

## Biographie
Originaire de Wald (AR), Ormalingen (BL) et Buus (BL), Therese Schläpfer naît le 14 avril 1959 à Hagenbuch, dans le canton de Zurich. Elle grandit à Ormalingen, puis suit l'école secondaire à Gelterkinden (BL).
Après un apprentissage d'employée de commerce, elle exerce le métier d'hôtesse de l'air chez Swissair de 1982 à 2003. De 1990 à 2000, elle travaille en parallèle dans l'entreprise de métrologie de son mari (secrétariat, comptabilité). Après la vente de cette entreprise, elle aide son mari à en bâtir une autre et y accomplit à nouveau des tâches de secrétariat et de comptabilité de 2005 à 2014,.
Therese Schläpfer est mariée et mère de trois enfants,. Elle vit à Hagenbuch depuis 1993.

## Parcours politique
Approchée par l'UDC pour se porter candidate, elle est élue au Conseil communal de Hagenbuch en 2010, où elle est responsable de la santé et du social. Elle est présidente de la commune et responsable des finances depuis 2014,. À peine élue, elle fait les gros titres de la presse en dénonçant les coûts engendrés par une famille de réfugiés avec sept enfants placés en foyer d'accueil, qui obligeraient la commune à augmenter les impôts,,.
Candidate au Conseil national lors des élections fédérales de 2015, elle n'est pas élue mais accède à la Chambre basse du Parlement le 3 juin 2019, après la démission de Jürg Stahl et Natalie Rickli,,. Elle est élue peu avant au Grand Conseil du canton de Zurich, mais décide de renoncer à ce double mandat. Au Conseil national, elle siège au sein de la Commission de la sécurité sociale et de la santé publique (CSSS). Elle est réélue en 2019.
Elle est présidente de l'UDC du district de Winterthour depuis 2016.
Elle n'est pas réélue en octobre 2023.